# Stas Pokatilov
Stas Aleksandrovitch Pokatilov (en russe : Стас Александрович Покатилов ; kazakh : Стас Александрович Покатилов, Stas Aleksandrovîtch Pokatîlov), né le 8 décembre 1992 à Oural, est un footballeur international kazakh qui évolue au poste de gardien de but en faveur du Sabah FC.

## Biographie

### En club
Le 30 décembre 2014, Pokatilov signe un contrat de deux ans avec le FK Aktobe. Le 26 février 2016, le FC Rostov annonce la venue de Pokatilov. Le 4 juillet 2016, Pokatilov est prêté au Kaïrat Almaty jusqu'à la fin de la saison 2016. À la fin de la saison 2016, Pokatilov signe un contrat de trois ans avec le Kaïrat Almaty,.
Le 21 janvier 2025, le Tobol a annoncé le départ de Pokatilov, tandis que le club de la Premier League d'Azerbaïdjan, Sabah, a annoncé sa signature le même jour.

### En équipe nationale
Il joue son premier match en équipe du Kazakhstan le 31 mars 2015, en amical contre la Russie. Lors de ce match, il réussit la performance de garder sa cage inviolée (score : 0-0 à Khimki). Il doit attendre sa troisième sélection, contre la Turquie, pour encaisser son premier but (défaite 0-1 à Almaty).
Il participe avec le Kazakhstan aux éliminatoires de l'Euro 2016 puis aux éliminatoires du mondial 2018.

## Vie personnelle
Il possède un frère jumeau, Vladimir Pokatilov, qui est lui aussi joueur de football.

## Palmarès
Chakhtior Karagandy
- Vainqueur de la Coupe du Kazakhstan en 2013.

 Kaïrat Almaty
- Champion du Kazakhstan en 2020.
- Vainqueur de la Coupe du Kazakhstan en 2017, 2018 et 2021.
- Vainqueur de la Supercoupe du Kazakhstan en 2017.